# 永久メイ
永久 メイ（ながひさ めい、2000年5月25日 - ）は、兵庫県宝塚市出身のバレリーナ。ユース・アメリカ・グランプリ（YAGP）のジュニア部門で1位受賞。2013年にモナコ王立プリンセス・グレース・アカデミーに入学。卒業と同時に研修生としてロシアのサンクトペテルブルクにあるマリインスキー・バレエに加入。2018年、セカンド・ソリスト、2021年ファースト・ソリストに昇格。2020年『Forbes JAPAN』の「世界を変える30歳未満の30人」、2021年『Forbes ASIA』でも30人に選出された。

## 人物・来歴
3歳で深田真紗子バレエアカデミーでバレエを始める。12歳のときに世界最大のバレエコンクールであるユース・アメリカ・グランプリ（YAGP）ジュニアの部で優勝してスカラシップを獲得する。13歳でモナコ王立グレースバレエ学校に留学。校則が厳しく、自己管理ができない生徒が退学する厳しい学校で、入学当初はホームシックで毎晩泣いていた。英語が流暢では無かった為、先生の注意を聞き取ることもできなくて、家族とのビデオ通話だけが心の支えであった。先生に「もう日本に帰れば?」と言われても英語で返す事もできなかった。それでも「ここで日本に帰れば自分に負ける。それだけは絶対に嫌」と無我夢中で鍛錬を続けた。
2015年、入学2年目の15歳のときに、YAGP関連のガラコンサートがあり、その2週間前のサマースクールでクラシックバレエの最高峰であるロシアのマリインスキー・バレエ団のユーリー・ファテーエフ舞踊監督の目にとまり、マリインスキー国際バレエフェスティバルで「ラ・バヤデール」の壺の踊りを踊ることになった。憧れのマリインスキー劇場の舞台で踊ったことがきっかけで、その後、ファテーエフ監督のレッスンを受けるようになった。2017年、最優秀卒業生としてモナコ王立グレースバレエ学校を卒業する。ファテーエフ監督の勧めもあり、17歳でマリインスキー・バレエ団に入団。日本人としては2人目。。（18歳までワーキング・ビザがもらえないので正式入団ではなかった。）モナコで学んだバレエとはメソッドも違い、言葉も通じないロシアでの生活が始まる。そんな中、実力を認められていきなりソリスト役を任される。
2018年4月、「くるみ割り人形」で初の主役に抜擢され、名門マリインスキー・バレエ団で主役を踊った初の日本人となった。5月には日本人初となる「セカンド・ソリスト」として、マリインスキー・バレエ団の正式団員になった。 10代で主役を踊るのは日本人として初。その後、「ジゼル」「愛の伝説」「ロミオとジュリエット」で主役を務める。
2020年、「フォーブス」誌の「30 UNDER 30 JAPAN 2020」に選出され、表紙を飾る。2021年、マリインスキー・バレエ団のファースト・ソリストに昇格する。 
2022年3月ロシアのウクライナ侵攻により、ロシアを出国していたが、同年10月、マリインスキーの舞台へ復帰した。

主なレパートリーは《くるみ割り人形》《ジゼル》《ロミオとジュリエット》《ラ・シルフィード》の主役、《ジュエルズ》のダイヤモンド。
母方の祖父が米国人のクオーター。

## 主な出演作品

### マリインスキー・バレエ団[2]
- La Sylphide (The Sylph, sylphs); choreography by August Bournonville, revised version by Elsa-Marianne von Rosen
- Giselle (Giselle, Classical Duet); choreography by Jean Coralli, Jules Perrot, Marius Petipa
- The Sleeping Beauty (Princess Florine); choreography by Marius Petipa, revival of the 1890 production by Sergei Vikharev
- Swan Lake (Prince’s Friends); choreography by Marius Petipa and Lev Ivanov, revised version by Konstantin Sergeyev
- Don Quixote (Amour); choreography by Alexander Gorsky after motifs of the production by Marius Petipa
- Le Carnaval (Butterfly); choreography by Michel Fokine
- La Bayadère (Trio of Shades); choreography by Marius Petipa, revised version by Vladimir Ponomarev and Vakhtang Chabukiani
- Le Corsaire (Gulnare, Trio of Odalisques); production by Pyotr Gusev after the composition and choreography of Marius Petipa
- Symphony in C (I. Allegro vivo); choreography by George Balanchine
- In the Night; choreography by Jerome Robbins
- The Nutcracker (Masha, Pas de trois); choreography by Vasily Vainonen
- Romeo and Juliet (Juliet, Juliet’s companion); choreography by Leonid Lavrovsky
- Spartacus (Menada); choreography by Leonid Yakobson
- The Legend of Love (Shyrin); choreography by Yuri Grigorovich
- Concerto DSCH; choreography by Alexei Ratmansky
- Paquita (Paquita’s friends); choreography by Yuri Smekalov, reconstruction and staging of Marius Petipa's choreography (Act III Grand Pas) by Yuri Burlaka